# جنبش دانش‌آموزی ۱۴۰۱ ایران
جنبش دانش‌آموزی ۱۴۰۱ ایران بخشی از جنبش زن، زندگی، آزادی در ایران است که در جریان خیزش ۱۴۰۱ شروع شد و پس از آن اوج گرفت که شورای هماهنگی تشکل‌های صنفی فرهنگیان فراخوانی برای اعتصاب در مدارس اعلام کرد و با انتشار بیانیه‌ای از معلمان و دانش‌آموزان در سراسر کشور خواست تا در «همبستگی با معترضان جان به‌لب آمده» در کلاس‌ها حضور پیدا نکنند و به این وسیله اعتراض خود را به «بی‌عدالتی‌های حاکمیت» نشان دهند.
کانون حقوق بشر ایران در جمعه ۲۰ آبان ۱۴۰۱ اعلام کرد که دستکم ۵۴ کودک زیر ۱۸ سال در قیام سراسری مردم ایران توسط مأموران امنیتی جمهوری اسلامی کشته شده‌اند و تا کنون اسامی و مشخصات این کودکان دانش آموز احراز شده‌است. سازمان جهانی یونیسف در بیانیه‌ای ضمن ابراز نگرانی شدید با خانواده کشته‌شدگان ابراز همدردی کرد.

## پیش‌زمینه
پس از کشته شدن مهسا امینی و شروع اعتراضات گسترده، کشور شاهد موجی از ورود جوانان و نوجوانان به خط مقدم تظاهرات بود که یکی از اولین جان باخته‌ها، نیکا شاکرمی، دختر ۱۶ سالهٔ دانش‌آموز بود. خبر کشته شدن او به دست نیروهای حکومتی با اعتراض دختران دبیرستانی مواجه شد که مهم‌ترین تحول با ورود به هفته سوم اعتراضات سراسری بود. با تداوم اعتراضات سراسری و ملحق شدن دانشجویان، اعتراضات به مدارس سرتاسر کشور گسترش یافت و همراهی دانش آموزان با یک جنبش سیاسی، برای اولین بار پس از انقلاب ۱۳۵۷ کلید خورد.

## اعتراضات

### ۱۰ مهر
- یکشنبه ۱۰ مهر، دانش‌آموزان مدرسه‌ای در شیراز روز یکشنبه با فریاد «مرگ بر دیکتاتور» در مدرسه دست به اعتراض زدند.[۹]

### ۱۱ مهر
- دوشنبه ۱۱ مهر، دانش‌آموزان در مدارس مختلف تهران و کرج با دادن شعار علیه حکومت دست به اعتراض زدند.[۱۰]
- دانش‌آموزان دختر با دادن شعار «بی‌شرف بی‌شرف» یک مقام آموزش و پرورش را از مدرسه بیرون کردند.[۱۱]
- کرج: در کرج دانش‌آموزان یک مدرسه بعد از تعطیلی مدرسه به خیابان آمده، و شعارهای اعتراضی دادند.
- سنندج: در سنندج دانش‌آموزان یک مدرسه تظاهرات اعتراضی برپا کردند.
- شیراز: دانش‌آموزان دختر در خیابان صنایع شیراز راه‌بندان ایجاد کرده و شعار «مرگ بر دیکتاتور» دادند.

در شیراز دانش‌آموزان یک مدرسه در داخل مدرسه تجمع اعتراضی داشتند.
دانش‌آموزان دبیرستان تیزهوشان شیراز اعتصاب کردند و از ساعت یازده سر کلاس نرفتند.
- دانش‌آموزان مدرسه‌ای با شعار «خامنه‌ای قاتله، ولایتش باطله» در محوطه مدرسه دست به اعتراض زدند.[۱۲]
- جمعی از دانش‌آموزان پسر بعد از پایان کلاس مدرسه با حضور در خیابان از حرکت اعتراضی دختران دانش‌آموز پشتیبانی کردند.[۱۱]
- ایرانشهر: در ایرانشهر، دانش‌آموزان دبیرستان دخترانه «توحید» با حمل پلاکارد و دادن شعار در سطح خیابان‌های این شهر، تجمع اعتراضی برپا کردند.[۱۳]
- شورای هماهنگی تشکل‌های صنفی فرهنگیان ایران در اطلاعیه جدیدی، شجاعت «جوانان دهه ۸۰ و ۹۰» را ستود و از دانش‌آموزان خواست «کلاس‌های درس را تبدیل به سنگر آزادی بیان، آزادی‌خواهی و عدالت‌خواهی» کنند.[۱۱]

### ۱۲ مهر
- سه شنبه ۱۲ مهر، دانش‌آموزان تعدادی از مدارس در شهرهای مختلف ایران، از جمله تهران، کرج و شیراز، با حضور در خیابان‌ها از مردم حاضر در صحنه دعوت کردند تا به آنها بپیوندند.[۳]
- در هجدهمین روز اعتراضات در ایران دختران دانش‌آموز در استان‌های تهران، البرز، کردستان و فارس تظاهرات را به خیابان‌ها کشاندند. در فردیس دانش‌آموزان شعار مرگ بر دیکتاتور دادند. در ادامه اعتراضات نیروهای انتظامی با گاز اشک‌آور به دانش‌آموزان معترض حمله کردند.[۱۴][۱۵]
- بسیاری از دانش‌آموزان دختر با جسارت تمام علیه جمهوری اسلامی و علی خامنه‌ای شعار داده و عکس‌های او و روح‌الله خمینی را از کتاب‌هایشان پاره کردند.[۱۶][۱۷]

### ۱۴ مهر
- دختران دانش‌آموز در شهرهای رشت، ملارد، پرند، اسلامشهر و شهر قدس به خیابان آمده و علیه جمهوری اسلامی شعار «مرگ بر دیکتاتور» دادند.[۱۸][۱۹]
- بیستمین روز خیزش در ایران با تظاهرات خیابانی دانش‌آموزان در خیابان‌ها ادامه دارد. دانش آموزان در تهران، شهر قدس، اراک، رشت، شهرپرند، بوکان، دست به راه‌پیمایی زدند. شعار اصلی این راه‌پیمایی «مرگ بر دیکتاتور» بود. در این راه‌پیمایی ره‌گذران با آنها احساس هم‌دلی گسترده‌ای داشتند.[۲۰]

### ۱۶ مهر
شنبه ۱۶مهر، هفته چهارم خیزش در ایران با گردهمایی‌های مختلف دانشجویان، دانش‌آموزان و شهروندان در بسیاری از شهرهای ایران برگزار گردید. دانش‌آموزان یک مدرسه دخترانه در آبادان، همچنین دانش‌آموزان دختر در شهرستان سقز، محل تولد مهسا امینی در محوطه مدرسه تجمع نموده و فریاد «مرگ بر دیکتاتور» سر دادند.
در بیست و دومین روز از خیزش سراسری مردم ایران، دانش‌آموزان مدارس دخترانه در شهرهای سقز، سنندج و تهران با برگزاری تجمع اعتراضی در دبیرستان‌ها و خیابان‌های اطراف آن با شعارهای «مرگ بر دیکتاتور» اعتراضات خود را شروع کردند. بعضی از دانش آموزان با در درست داشتن عکس مهسا امینی و برخی با لگد کردن به تصاویر روح‌الله خمینی علیه جمهوری اسلامی اعتراض کردند.

### ۲۳ مهر
تصاویر منتشر شده در شبکه‌های اجتماعی نشان می‌دهد که دانش‌آموزان دختر در بوکان، سنندج، سقز و مریوان با شعارهای «مرگ بر دیکتاتور» به اعتراضات خود ادامه داده‌اند.

### ۱ آبان
در سردشت، در استان آذربایجان غربی، دانش‌آموزان دختر و پسر با تجمع و دادن شعارهای ضد حکومتی اعتراض کردند. گزارش سازمان‌های حقوق بشری از سنندج حاکی از حمله نیروهای امنیتی به تجمع دختران دانش‌آموزان در یکی از خیابان‌های این شهر بود. همچنین ۵۷ نفر از دانش‌آموزان کُرد که در خیزش بازداشت شده‌اند احراز هویت شدند. همچنین دانش‌آموزان در شهرهای مهاباد، کرمانشاه و همدان نیز با شعارهایی از قبیل «مرگ بر دیکتاتور» تجمع‌های اعتراضی برگزار کردند.

### ۲ آبان
به دنبال خودداری دانش‌آموزان هنرستان دخترانه صدر تهران از بازرسی بدنی و دادن شعارهای ضد حکومتی، نیروهای یگان ویژه با کمک مدیر مدرسه وارد هنرستان شده و به ضرب و شتم دانش آموزان پرداختند. شاهدان عینی حال یکی از دختران دانش آموز که به بیمارستان لقمان منتقل شده‌است را وخیم گزارش کردند.

### ۳ آبان
بر اساس یافته‌های وکلای حقوق بشر داخل ایران، دست‌کم ۳۰۰ کودک دانش‌آموز در اعتراضات اخیر بازداشت شدند.
یک دختر دانش‌آموز بنام پارمیس همنوا در ایرانشهر، به دلیل پاره بودن عکس خمینی در کتاب‌هایش در هنگام تفتیش و بازرسی دانش‌آموزان و کتاب‌های آنها توسط مأموران امنیتی، مورد ضرب و شتم مأموران قرار گرفته و پس از انتقال به بیمارستان به دلیل شدت جراحات و خونریزی جان خود را از دست داد.

### ۴ آبان
گزارش شد که در خیابان سهروردی تهران دختران دانش‌آموز شعار «امسال سال خونه، سیدعلی سرنگونه» داده و مردم پشت سر آنها حرکت کرده‌اند.

### ۵ آبان
در اصفهان دانش‌آموزان یک دبیرستان پسرانه با تجمع در صحن مدرسه شعار دادند: «می‌کشم می‌کشم، هر آنکه خواهرم کشت …»
چهلم نیکا شاکرمی دختر دانش آموزی که در خیزش ۱۴۰۱ به قتل رسیده بود به صحنه اعتراض ضد حکومتی تبدیل گشت.

### ۸ آبان
- سقز:پس از تعطیلی هنرستان پسرانه «دکتر حسابی» در سقز دانش‌آموزان در مسیر بازگشت در میدان مادر شروع به دادن شعارهای اعتراضی کردند. متعاقباً نیروهای لباس شخصی برای سرکوب آن‌ها وارد عمل شده و دانش آموزان را مورد ضرب و شتم قرار داده‌اند.[۳۷] به گفته شاهدان، یک خودروی پژوی بدون پلاک حداقل دو دانش‌آموز معترض را دستگیر کرده و به مکان نامعلومی برده‌است.[۳۷]
- سنندج: شماری از دانش‌آموزان معترض مدرسه نمونه دولتی نمکی سنندج شعارهای ضد حکومتی از جمله «مرگ بر دیکتاتور» سر دادند.[۳۸]

### ۹ آبان
بر اساس گزارش‌های منتشر شده دانش‌آموزان دختر و پسر در چندین شهر، از جمله، «تهران، کرج، بندرعباس، مهاباد، سقز، سنندج و مریوان» با سر دادن شعارهای اعتراضی راهپیمایی اعتراضی برگزار کردند.

### ۱۰ آبان
در یکی از مدارس قزوین دانش‌آموزان پس از پایان کلاس‌های درس خود در خیابان‌های این شهر با سردادن شعار «آزادی، آزادی، آزادی» تجمع اعتراضی برپا کردند.
دانش‌آموزان یکی از مدارس پسرانه در سنندج، ظهر امروز در خیابان با سر دادن شعار «مرگ بر دیکتاتور» تجمع اعتراضی برپا کردند.

### ۱۴ آبان
دانش‌آموزان در شهرهای سنندج، مشهد، کرج، تهران، شهریار و مریوان، پس از تعطیل شدن مدارس با شعارهای ضد حکومتی مانند «مرگ بر دیکتاتور» تجمع‌های اعتراضی برپا کردند.
دانش‌آموزان یکی از مدارس پسرانه کرج در پاسخ به شعار «مرگ بر آمریکا» از بلندگو، شعار «مرگ بر دیکتاتور» سر دادند.

### ۱۷ آبان
- شهر ری: جمعی از دانش‌آموزان دبیرستان فنی مصلی‌نژاد در محله دیلمان شهر ری با برگزاری تجمع در محوطه مدرسه، در یک حرکت اعتراضی مقنعه‌های خود را درآورده و شعارها سر دادند. آموزش و پرورش در توضیح این اتفاقات اعلام کرد که در جریان درگیری بین دو دانش‌آموز در زنگ تفریح یکی از دانش‌آموزان از حال می‌رود و اورژانس در مدرسه حاضر می‌شود که باعث شلوغی می‌شود. آموزش و پرورش ورود هرگونه لباس‌شخصی و مأمور امنیتی به مدرسه را تکذیب کرد.[۴۶]
- در یکی از خیابان‌های اهواز شماری از دانش‌آموزان دختر با شعار «آزادی آزادی» و «مرگ بر دیکتاتور» اعتراض کردند.[۴۷]

### ۱۸ آبان
گزارش شده‌است که نیروهای سرکوبگر جمهوری اسلامی به دانش آموزان در شهریار شلیک کرده‌اند.

### ۲۲ آبان
دختران دبیرستانی در خیابان‌های سقز با شعار مرگ بر دیکتاتور، تظاهرات کردند.

### ۲۳ آبان
دانش‌آموزان یک دبیرستان دخترانه در گلشهر کرج در یکی از خیابان‌های این شهر تجمع اعتراضی برگزار کرده و شعار «مرگ بر دیکتاتور» سر دادند.
در اصفهان دانش‌آموزان یک مدرسه دخترانه خطاب به امام جماعت مدرسه شعار دادند: «هیز تویی هرزه تویی، زن آزاده منم».

### ۲۴ آبان
جمعی از دانش‌آموزان مدرسه فرزانگان «دخت ایران پروین» ساری با انتشار بیانیه‌ای گفتند مدیر این مدرسه اقدام به نصب دوربین‌های مداربسته در راهروی دستشویی‌ها کرده‌است.
در یک دبیرستان دخترانه در کرج معاون دبیرستان به علت چند نقاشی اعتراضی روی دیوارهای مدرسه، دانش‌آموزان را تهدید کرده و هشدار داده‌است که با مأموران امنیتی تماس می‌گیرد و از آنها می‌خواهد تا دانش‌آموزان را ببرند و "جنازه‌هایشان" را هم برنگردانند و بلاهایی سرشان بیاورند که زنده هم بمانند، خودکشی کنند."
در بعضی از مدارس فردیس، دانش‌آموزان اعتصاب کردند بطوریکه کلاس‌ها کاملاً خالی بود.
در دبیرستان دخترانه علاءالدین بهشتی شیراز دانش‌آموزان در یک تجمع اعتراضی ترانه «برای آزادی» شروین حاجی‌پور را هم‌خوانی کردند.
در مدرسه دخترانه دکتر حسابی در نزدیکی فردیس مدیریت مدرسه «با دستگاه فلزیاب» و «با دست» دانش‌آموزان را بازرسی کردند. بازرسی بدنی «به طرز خیلی بدی» همراه با «دست زدن به بدن دانش‌آموزان» به شکل «تعرض جنسی» بود و اعتراض دانش‌آموزان را برانگیخت. در روزهای قبل هم معاون مدرسه دانش‌آموزان را به خاطر این‌که «آزادی می‌خواهند»، «هرزه» خطاب کرده بود.
تعدادی از مدارس سقز با پیوستن دانش‌آموزان و گروهی از معلمان به اعتصاب، تعطیل شدند.

### ۲۹ آبان
یک آخوند، روز یک‌شنبه ۲۹ آبان ۱۴۰۱، دختران دانش‌آموز هنرستان «برقعی» قم را کتک زد. «شورای هماهنگی تشکل‌های صنفی فرهنگیان» با انتشار ویدیویی نوشت سخنرانی یک آخوند و یک بسیجی در این هنرستان با اعتراض دانش‌آموزان روبه‌رو شدند که به دنبال آن با حمله این دو نفر دانش‌آموزان مورد ضرب و شتم قرار گرفتند.

### ۳۰ آبان
گروهی از حقوق‌دانان و وکلای ایرانی در یک نامه سرگشاده خطاب به دبیرکل سازمان ملل، کمیته حقوق کودکان سازمان ملل، شورای حقوق بشر سازمان ملل و صندوق کودکان ملل متحد، خواستار رسیدگی فوری به اقدامات ضدبشری جمهوری اسلامی در کشتار کودکان دانش‌آموز شدند. امضاکنندگان نامه متذکر شده‌اند که «در جریان خیزش ۱۴۰۱ ایران که از سپتامبر ۲۰۲۲ شروع و همچنان ادامه دارد، بیشتر از ۵۰ کودک توسط نیروهای سرکوبگر رژیم جمهوری اسلامی کشته و کودکان زیادی نیز زخمی و شمار زیادی هم دستگیر شده‌اند.» بر اساس گزارش خبرگزاری هرانا، از شروع خیزش در ایران یعنی از ۲۶ شهریور تا پایان ۲۶ آبان، دستکم ۳۸۱ تن جان باخته‌اند که ۵۷ نفر از آنها را کودکان زیر ۱۸ سال تشکیل می‌دهند.

### ۱ آذر
دانش آموزان دبیرستان متوسطه دوم نمونه دولتی جوادالائمه۲ در محکومیت کشتار جوانرود اعتصاب کردند وشعارهای مانند 《معلم باغیرت، حمایت، حمایت 》سر دادند و ازمعلمان خود خواستند که به آنها محلق شوند. آنها همچنین اقدام به نوشتن شعار در دیوار کلاسها، دستشویی و نیمکت‌ها کردند.

### ۲ آذر
به گزارش هرانا طی روزهای اخیر ۹ شهروند از جمله ۳ دانش آموز و یک دانشجو به نام‌های، آناهیتا جنتی، پریا پایمرد، فرخنده پایمرد، مبینا (نازی) آچاک، نجیب الله سیارپور، عذری پایمرد، جمیل بهرامی، ایوب سلیمانی و مرتضی نبات زهی در شهرهای تهران، دهدشت، سنندج، بوکان و راسک توسط نیروهای امنیتی در ارتباط با خیزش بازداشت و به مکان نامعلومی منتقل شدند.

### ۴ آذر
در خیزش سراسری ۱۴۰۱ بخش بزرگی را دانش‌آموزان تشکیل می‌دهند و تا کنون نه کشتار آنها توسط مأموران امنیتی و نه بازداشتشان، نتوانسته آنان را به سکوت وادارد. درهمین حال یوسف نوری، وزیر آموزش و پرورش در دیدار اخیرش با تعدادی از طلاب گفت: «باید بتوانیم لایه باور دانش‌آموزان را تغییر دهیم. در اینصورت، ارزش و بعد رفتاری آنان تغییر می‌کند.» حمید نیکزاد، دبیر ستاد همکاری‌های حوزه علمیه و آموزش‌وپرورش نیز همزمان با پیوستن دانش آموزان به خیزش از ضرورت «به‌روزرسانی» برنامه حضور طلاب و مبلغان دینی در مدارس برای تأثیر گذاری روی ذهن دانش آموزان سخن گفت. همچنین امام جمعه دزفول هم مدعی شد «موبایل و تبلت سلاح دشمن در دست دانش‌آموزان است».

### ۸ آذر
شورای هماهنگی تشکل‌های صنفی فرهنگیان ایران اعلام کرد که جان باختن زهرا لری، مدیر مدرسه رضوانی نژاد کرمان ناشی از فشارهای مأموران امنیتی بوده‌است. قریب به یک ماه قبل اعلام شده بود که زهرا لری، مدیر مدرسه رضوانی نژاد کرمان، بعد از تحصن و شعار دادن دانش‌آموزان حاضر نشده بود اسامی دانش آموزان و فیلم دوربین‌ها را تحویل مأموران امنیتی بدهد. متعاقباً از جانب مأموریت امنیتی احضار و پس از مدت کوتاهی فوت کرده‌است.
تشکل صنفی فرهنگیان همچنین اعلام کرد که اداره کل آموزش و پرورش استان البرز به توصیه حراست در یک اقدام غیرقانونی دیگر از صدور احکام رتبه‌بندی برای برخی همکاران در این استان به دلیل حمایت از حقوق دانش آموزان و شرکت در تحصن و اعتصاب و پاسخ به فراخوان‌های شورای هماهنگی تشکل‌های صنفی فرهنگیان جلوگیری کرده‌است.
کانون حقوق بشر ایران، طی بیانیه‌ای اعلام کرد که دست‌کم ۶۵ کودک دانش آموز زیر ۱۸ سال در قیام سراسری مردم ایران توسط مأموران سرکوبگر جمهوری اسلامی کشته شده و احراز هویت شده‌اند، اما گزارش‌ها نشان می‌دهد که عدد حقیقی بیشتر از این است.

### ۱۵ آذر
برخی گزارش‌های ویدیویی از شبکه‌های اجتماعی نشان می‌دهد که دانش‌آموزان در کرج در روز ۱۵ آذر با شعار «امسال سال خونه، سید علی سرنگونه» در حال راهپیمایی بودند.

### ۱۶ آذر
شورای هماهنگی تشکل‌های صنفی فرهنگیان ایران، ضمن محکومیت بازداشت کودکان دانش آموز، خواهان آزادی هرچه زودتر و بدون قید شرط پریا فرامرزی دانش آموز ۱۶ ساله و تمامی دانش‌آموزان و معلمان زندانی است.

## شعارها
- امسال سال خونه، سیدعلی سرنگونه[۴۳]
- خامنه‌ای قاتله، ولایتش باطله[۱۳]
- مرگ بر دیکتاتور[۱۲]
- بی‌شرف، بی‌شرف[۱۲]
- توپ تانک فشفشه[۱۲]
- نه روسری، نه تو سری، آزادی و برابری[۶۸]
- معلم با غیرت، حمایت حمایت

## واکنش‌ها

### بین‌المللی
- جاوید رحمان گزارشگر ویژه حقوق بشر در ایران در جریان یک نشست خبری اعلام کرد «گزارش‌های دریافتی از حمله به مدارس و دستگیری کودکان به اتهام شرکت در تظاهرات، بسیار نگران کننده است. برخی از مدیران نیز به دلیل عدم همکاری با نیروهای امنیتی بازداشت شده‌اند. این امر باعث ایجاد فضای ترس در مدارس می‌شود که عواقب سنگینی بر زندگی و تحصیل کودکان خواهد داشت.»[۶۹]
- یونیسف صندوق کودکان سازمان ملل متحد ۶ آذر در بیانیه‌ای اعلام کرد «عمیقاً از یورش و بازرسی در بعضی مدارس ایران نگران است. مدارس همواره باید محیطی امن برای کودکان باشند»[۷۰]

### ورزشکاران و نهادهای صنفی
- شورای هماهنگی تشکل‌های صنفی فرهنگیان طی بیانیه‌ای برای ۱۳ آبان و روز دانش‌آموز، مراسم ۱۳ آبان را «عملی فریبکارانه در جهت اغفال اذهان عمومی» و در راستای «سرپوش نهادن بر شقاوت و تجاوزهای گسترده نسبت به ساحت مدرسه و دانش‌اندوزی» نامید. این شورا، شلیک مستقیم گلوله به سوی دانش‌آموزان و بازداشت بی‌رحمانه تعداد بسیار زیادی از دانش‌آموزان در سراسر ایران را حاکی از «ددمنشی مزورانه اربان قدرت» توصیف نمود و تأکید نمود: «شرمساری در کشتن کودکان بی‌گناه، لکه ننگینی است که با هیچ آبی پاک نخواهد شد.»[۷۱][۷۲][۷۳][۷۴]
- علی دایی در واکنش به اعتراضات دانش‌آموزان اردبیل و کشته‌شدن اسراء پناهی در حساب اینستاگرام خود نوشت: «سکوت ناشی از اعمال فشار حاکمیت در برابر اعتراضات منجر به تعرض به دانش‌آموزان بی‌گناه در مدارس و ضرب‌وشتم و ریختن خون یکی دیگر از دخترانم در زادگاهم گردیده، سکوتی که تاوان مرگ دارد.»[۷۵][۷۶]
- علی کریمی در حساب توئیتر خود نوشت: «برای دبیرستان شاهد اردبیل، یاشاسین آذربایجان».[۷۷]
- شورای هماهنگی تشکل‌های صنفی فرهنگیان در بیانه‌ای با عنوان «از خون جوانان وطن می‌نوشند» پنج‌شنبه ۲۸ مهرماه تا شنبه ۳۰ مهرماه را به منظور «دادخواهی از خون‌های به‌ناحق ریختهٔ عدالت‌خواهان خصوصاً قتل فجیع دانش‌آموزان ایران‌زمین» ۳ روز عزای عمومی اعلام کرد.[۷۸]

### واکنش مقامات جمهوری اسلامی
ابراهیم رئیسی رئیس‌جمهور ایران ۲۵ مهر ۱۴۰۱ به وزارت آموزش و پرورش رفت و در جمع مدیران این وزارتخانه اعلام کرد: «مسئولان این وزارتخانه با همکاری والدین و خانواده‌ها اجازه نخواهند داد که دشمن از ظرف مراکز آموزشی ما در راستای اهداف خود استفاده کنند»

## بازداشت‌ها
یوسف نوری وزیر آموزش و پرورش در مصاحبه با روزنامه شرق بازداشت تعدادی از دانش‌آموزان را تأیید و بدون ذکر تعداد دانش‌آموزان بازداشتی از نگهداری آنها در کانون اصلاح و تربیت خبر داد. روزنامه هم‌میهن در گزارشی با عنوان «زندان به‌جای مدرسه؟» در شمارهٔ ۲۳ مهر ۱۴۰۱ تعداد دانش‌آموزان بازداشت‌شده را ۱۵ نفر تخمین‌زده‌است. به گزارش عصر ایران، احمد علیرضابیگی نمایندهٔ تبریز در مجلس شورای اسلامی تعداد دانش‌آموزان بازداشت‌شده در تهران را ۲۰۰ نفر اعلام کرد.